# Imma lutescens
Imma lutescens är en fjärilsart som beskrevs av Diakonoff 1955. Imma lutescens ingår i släktet Imma och familjen Immidae. Inga underarter finns listade i Catalogue of Life.